# 僵局
《僵局》（英語：Gridlocked）是一部2015年加拿大動作驚悚片，由艾倫·安格爾執導並與羅布·羅波爾（Rob Robol）共同編劇。主演包括多明尼克·柏塞爾、寇迪·哈克曼（Cody Hackman）、丹尼·葛洛佛、史帝芬·朗和崔栩·史嫥特斯。講述當警察訓練設施遭到襲擊時，前特警隊長和護送的傲慢的電影明星必須加快腳步，躲避敵人的追擊。
電影於2016年7月14日上線Netflix。

## 劇情
大衛·亨德克斯是前SWAT隊員，因一次任務中受傷而被調到警局當警察。某日，他被派往照顧傲慢的電影明星柏迪·沃克，後者因暴力事件而將被起訴，最後在律師的協助下免於牢獄之災，但前提是他得乖巧聽從亨德克斯的話。與此同時，在高峰會前晚，名為克維的前SWAT成員和助手萊克，聯手腐敗的特警隊員麥道斯警佐展開祕密計劃。
當亨德克斯要他前往秘密的SWAT訓練所時，三名假硬體工人潛入對設施造成電磁脈衝，企圖搶走檔案室的某樣東西。亨德克斯和前同事傑森、吉娜以及新來的史考特·克洛維展開反擊。兩名工人被麥道斯率領的特警隊員救走，剩下一人被亨德克斯打傷而留下。亨德克斯的好友門衛蘇利在槍戰中死亡，死前透露檔案室中有個地下室，放置著警界難以安置的扣留錢財。克洛維利用一台之前沒插電的電話成功打給警局，請求支援。但亨德克斯發現敵人可能是自己過去的同袍後出面阻攔，到來的特警隊是麥道斯的人馬。雙方交火一會後，麥道斯撤退；不聽話的麥道斯之後被克維殺死。
克維認出亨德克斯的身份，雙方碰面；克維要求給予12分鐘來讓亨德克斯交出自己長期追尋的東西——檔案室內價值上億美元的債卷。亨德克斯在沃克的建議下在克維的面前燒了債卷，讓對方氣得打算將亨德克斯等人滅口。之後，亨德克斯發現克洛維藏有與克維通話的手機，認定他是內奸而將其綑綁。克維打算用毒氣殺死設施內的人，但亨德克斯設法逃過一劫。克維逼迫特警隊攻堅設施，亨德克斯、傑森、吉娜與敵方展開交火，而沃克則被亨德克斯鎖在車裡。
亨德克斯在戰鬥中殺死了萊克，之後被自行逃出來的沃克救了一命。沃克還發現吉娜才是真正的內奸，而前去鬆綁克洛維；但吉娜皆露身份並殺死了克洛維，沃克與其展開纏鬥後殺死了對方。在手下全數被殲滅後，克維進入設施並與亨德克斯展開對決，過程中槍殺了沃克；最後亨德克斯用克維的刀子擊斃了對方。沃克利用衣服裡藏的防彈背心倖存。戰鬥結束後，沃克與亨德克斯、傑森到了外頭，此時已經天亮；亨德克斯還殺死了在外頭的克維同夥芬恩。沃克坦白其實債卷沒被燒掉，自己事先利用影印機拷貝了一份調包，而偷藏了一些。
沃克自此改邪歸正、不再惹事生非，並利用自身在槍戰的經驗來演電影，事業逐漸起步。當沃克向拒絕聯絡的亨德克斯喊話時，亨德克斯正看著電視。

## 演員
- 多明尼克·柏塞爾飾演大衛·亨德克斯（David Hendrix）[2]
- 寇迪·哈克曼（Cody Hackman）飾演柏迪·沃克（Brody Walker）[2]
- 丹尼·葛洛佛飾演蘇利（Sully）[3]
- 史帝芬·朗飾演克維（Korver）[2]
- 崔栩·史嫥特斯（英语：Trish Stratus）飾演吉娜（Gina）[4]
- 維尼·瓊斯飾演萊克（Ryker）[2]
- 李察·岡恩（英语：Richard Gunn (actor)）飾演麥道斯（Maddox）[5]
- 索爾·魯賓奈克（英语：Saul Rubinek）飾演馬提（Marty）
- 史提夫·拜爾斯飾演史考特·克洛維（Scott Calloway）
- 詹姆斯·A·伍茲（英语：James A. Woods）飾演傑森（Jason）
- J·P·曼諾克斯飾演芬恩（Finn）

## 製作
主要拍攝於2014年7月7日在安大略省多倫多，歷時五週。小古巴·古丁原定為主角，但被多明尼克·柏塞爾取代。電影大多在一間廢棄的肉類包裝廠拍攝；在拍攝期間，製片方將其當作工作室使用。
除了一些特效補強之外，所有的效果，包括槍聲和血，都是實際呈現。該片創下了加拿大電影銀幕上發射的子彈最多的記錄。

## 外部連結
- 互联网电影数据库（IMDb）上《僵局》的资料（英文）
- 爛番茄上《僵局》的資料（英文）